# ハンガリー狂詩曲
ハンガリー狂詩曲 (S/G244, R106)（ハンガリーきょうしきょく、フランス語：Rhapsodies hongroises, 英語：Hungarian Rhapsodies, ドイツ語：Ungarische Rhapsodien, ハンガリー語：Magyar rapszódiák）はフランツ・リストがピアノ独奏のために書いた作品集である。全19曲存在する。第2番（ S.244/2）は特に有名である。

## 概要
最初の15曲は1853年に出版された。16番以降の4曲は1882年から1885年までに追加された。のちに一部は管弦楽編曲も行われ（後述）、また第14番を元に、ピアノとオーケストラのための『ハンガリー幻想曲』が編曲された。現在では、リストの全盛期に書かれた第15番までが出版・演奏されることが多く、晩年に書かれた残りの4曲は書法も簡素となっており、知名度は低い。
これらの曲の大きな構造は、ハンガリー舞曲の形式のひとつヴェルブンコシュ（チャールダーシュの前身で、異なるテンポをもった複数の楽節からなる）に影響されている。またリストは作曲にあたって、生まれ故郷たるハンガリー古来の民謡と思っていたテーマを取り入れた。しかし、その民謡は実際にはその時代に作曲され、ロマ（ジプシー）のバンドがよく演奏していた曲だったと考えられている。発表当時から地元ではすでに「リストは勘違いしている」と言われていたという。4人の祖父母ともドイツ人ながらハンガリー生まれであることに愛着を抱くリストの愛国心は、後年バルトークの批判を受けるなど一面で空回りともなった。
リストは作曲家であると同時に、高度な技巧を持つ演奏家でもあったため、他の多くのリスト作品と同様、ピアノ版は演奏の難しい作品として知られる。

### 第2番
この曲集の中で第2番（管弦楽用の第2番）は知名度が高い。曲の終わり近くにカデンツァが指定されており、セルゲイ・ラフマニノフ、マルカンドレ・アムランなどが自作のカデンツァを演奏している。また、ウラディミール・ホロヴィッツは全体的に技巧を凝らした編曲を行っている。米国では度々アニメーション作品などに用いられており、『トムとジェリー』の「ピアノ・コンサート」がその代表として挙げられる（ディズニー映画、ルーニー・テューンズにも例がある）。

## 作品一覧

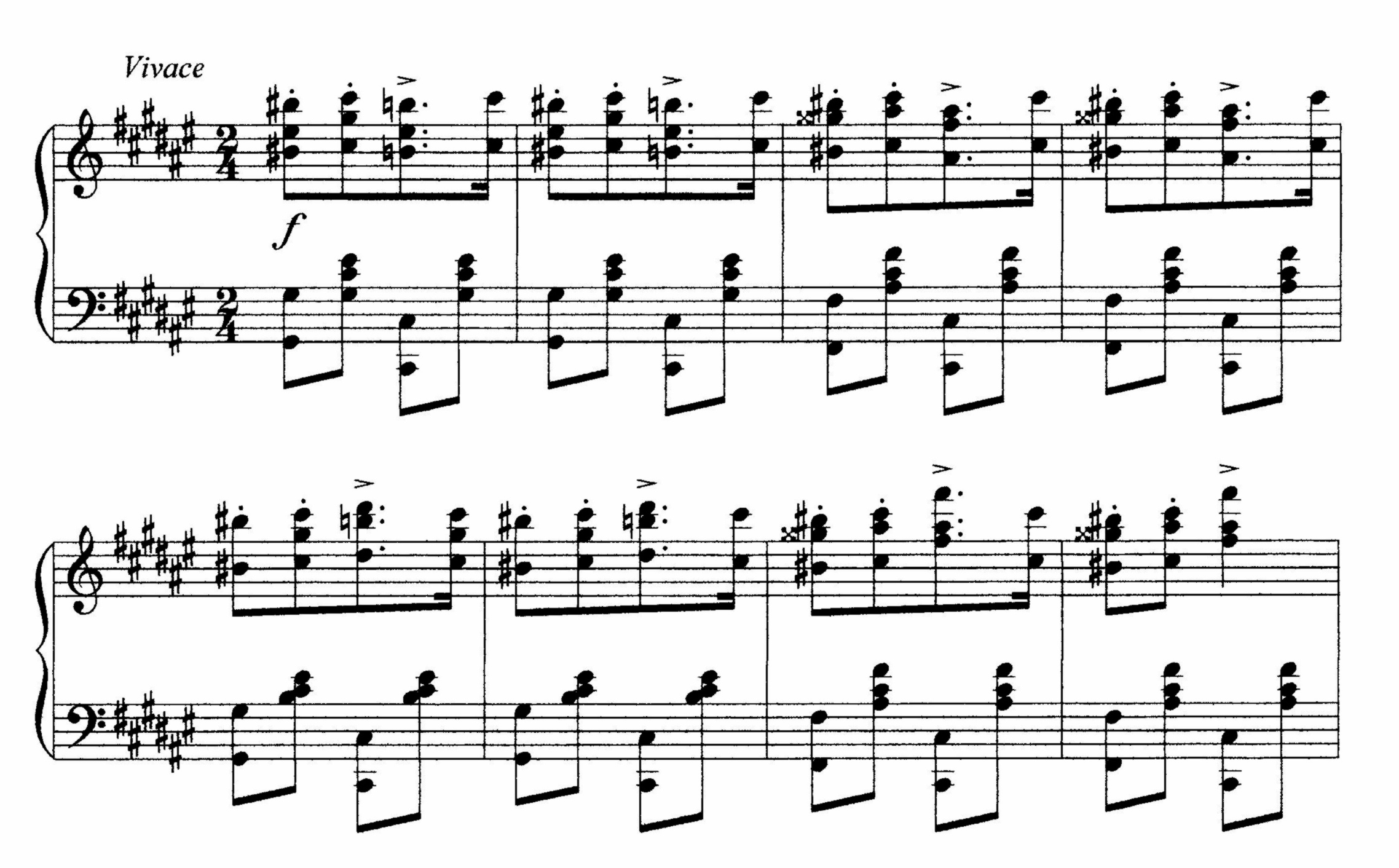
「ハンガリー狂詩曲 第2番」主要部

- 第1番 嬰ハ短調
- 第2番 嬰ハ短調
- 第3番 変ロ長調
- 第4番 変ホ長調
- 第5番 ホ短調　《悲劇的な英雄の詩》（"Héroïde-élégiaque"）
- 第6番 変ニ長調
- 第7番 ニ短調
- 第8番 嬰ヘ短調
- 第9番 変ホ長調　《ペシュトの謝肉祭》（"Pesther Carneval"）
- 第10番 ホ長調　《前奏曲》（"Preludio"）
- 第11番 イ短調
- 第12番 嬰ハ短調
- 第13番 イ短調
- 第14番 ヘ短調
- 第15番 イ短調　《ラーコーツィ行進曲》（"Rákóczi-Marsch"）
- 第16番 イ短調
- 第17番 ニ短調
- 第18番 嬰ヘ短調
- 第19番 ニ短調　《アーブラーニ・コルネール（ドイツ語版、英語版、ハンガリー語版）の『高雅なチャールダーシュ』による》（"D'après les "Csárdás nobles" de K. Ábrányi"）
- 第20番は書きかけで終わっている。

## 管弦楽版
上記のピアノ原曲（S.244）から6曲が、リストおよびフランツ・ドップラーによりオーケストラ用に編曲された（S.359）：
- 第1番 ヘ短調 S.359/1 （原曲第14番）
- 第2番 ニ短調 S.359/2 （原曲第2番嬰ハ短調）
- 第3番 ニ長調 S.359/3 （原曲第6番変ニ長調）
- 第4番 ニ短調 S.359/4 （原曲第12番嬰ハ短調）
- 第5番 ホ短調 S.359/5 （原曲第5番）
- 第6番 ニ長調 S.359/6 （原曲第9番変ホ長調）

さらに原曲第2番についてはカール・ミュラー＝ベルクハウス（Karl Müller-Berghaus）による管弦楽版編曲がある。

### ハンガリー狂詩曲第2番 S.244/2

#### フランツ・ドップラー編曲版 ニ短調 S.359/2
演奏時間は、ピアノ版と同じ約12分である。主題をトランペットで始める。
楽器編成は以下の通り。
ピッコロ、フルート2、オーボエ2、小クラリネット、クラリネット2、ファゴット2、ホルン4、トランペット2、トロンボーン3、チューバ、ティンパニ（3個）、シンバル、トライアングル、弦五部

#### カール・ミュラー＝ベルクハウス編曲版 ハ短調
ミュラー=ベルクハウスの編曲版は、ドップラー編曲版とは調性が異なり、編成にハープが加えられているので聴感上の違いは大きい。
ヘルベルト・フォン・カラヤン、アンタル・ドラティ（ロンドン交響楽団、Mercury,1960年録音）など、この編曲版を録音している。

##### 編曲版の表記について
この編曲版は適切な表記がレコード・CDで行われて来なかった。例えば前掲のカラヤン指揮のベルリン・フィル盤でさえミュラー=ベルクハウス版が使われているのにドップラー編曲の「4番」というナンバリングが直されなかった。ドラティ指揮ロンドン交響楽団の演奏（Mercury,1960年録音）も明確にミュラー=ベルクハウス版を使っているのに、編曲者は"Matthey"としている。
ドップラー＋リストの編曲版、ドップラーの編曲版、ミュラー=ベルクハウス版の3種を区別掲載していた「作曲家別 クラシックCD/DVD総目録（音楽之友社）」も正確ではない。今日出版譜として管弦楽編成の編曲が確認されているのはドップラー、ミュラー=ベルクハウス版の2つだけである。